# Молозев, Виктор Фёдорович
Виктор Фёдорович Молозев (1 мая 1919, дер. Глубокая, Алтайская губерния — 25 мая 1991, Ленинград) — советский лётчик штурмовой авиации в годы Великой Отечественной войны, Герой Советского Союза (29.06.1945). Полковник.

## Биография
Виктор Молозев родился 1 мая 1919 года в деревне Глубокая (ныне — Карасукский район Новосибирской области). Из семьи крестьянина. В 1920-х годах семья переехала в село Старая Барда ныне Красногорского района Алтайского края. С начала 1930-х годов семья проживала в городе Горловке, где отец стал работать шахтёром, а Виктор окончил 9 классов средней школы в 1938 году и далее стал работать токарем на Горловском машиностроительном заводе имени С. М. Кирова. Параллельно с работой занимался в Горловском аэроклубе, а с апреля 1940 года работал в нём же делопроизводителем.
В августе 1940 года был призван на службу в Рабоче-крестьянскую Красную Армию. В 1944 году он окончил Ворошиловградскую военную авиационную школу пилотов, которая тогда работала в эвакуации в городе Уральск (Казахская ССР).
С апреля того же года — на фронтах Великой Отечественной войны, летал ведомым с дважды Героем Советского Союза Анатолием Недбайло.
К концу войны гвардии младший лейтенант Виктор Молозев был лётчиком 75-го гвардейского штурмового авиаполка (1-я гвардейская штурмовая авиационная дивизия 1-й воздушной армии 3-го Белорусского фронта). За время войны он совершил 101 боевой вылет на штурмовку скоплений боевой техники и живой силы противника, нанеся ему большие потери. Уничтожил и повредил 7 танков, 24 автомашины, до 20 конных подвод, 3 тягача, до 15 орудий полевой артиллерии, 2 самолёта на земле, подавил огонь до 20 точек зенитной артиллерии, вызвал до 30 очагов пожаров и 4 сильных взрыва. Истребил до 150 человек живой силы. Дважды был сбит и выпрыгивал с парашютом.
Указом Президиума Верховного Совета СССР от 29 июня 1945 года за «образцовое выполнение боевых заданий командования на фронте борьбы с немецкими захватчиками и проявленные при этом отвагу и геройство» гвардии младшему лейтенанту Виктору Молозеву было присвоено звание Героя Советского Союза с вручением ордена Ленина и медали «Золотая Звезда» за номером 6363.
После окончания войны Молозев продолжил службу в Советской Армии. В 1955 году он окончил Военно-воздушную инженерную академию. Служил в системе военных представительств Министерства обороны СССР на предприятиях оборонной промышленности, в том числе в Ленинградском конструкторском бюро электроавтоматики, в Научно-производственном объединении «Сфера», на Ленинградском заводе электромеханических приборов и других. Участвовал в разработке новых образцов боевой техники. В декабре 1975 года полковник В. Ф. Молозев был уволен в запас.
Проживал и работал в Ленинграде.

По утверждению Нины Андреевой, приведённому в её открытом письме 
Да вот простой пример: казалось бы, о Великой Отечественной войне, героизме ее участников столько написано и сказано. Но недавно в одном из студенческих общежитий нашей "Техноложки" проходила встреча с Героем Советского Союза полковником в отставке В. Ф. Молозевым. Среди прочих ему был задан и вопрос о политических репрессиях в армии. Ветеран ответил, что с репрессиями не сталкивался, что многие из тех, кто вместе с ним начинал войну, пройдя ее до конца, стали крупными военачальниками... Некоторые были разочарованы ответом.
Скончался 25 мая 1991 года, похоронен на Волковском православном кладбище Санкт-Петербурга.

## Награды
- Герой Советского Союза (29.06.1945)
- Орден Ленина (29.06.1945)
- Два ордена Красного Знамени (22.02.1945, 29.04.1945)
- Два ордена Отечественной войны 1-й степени (19.04.1945, 11.03.1985)
- Орден Красной Звезды (30.12.1956)
- Орден Славы 3-й степени (5.11.1944)
- Медаль «За боевые заслуги» (15.11.1950)
- Медаль «За взятие Кёнигсберга» (1945)
- Ряд медалей[3].

## Память
В Новосибирске имя Героя Советского Союза Виктора Молозева увековечено на Монументе Славы.